# Megacara similis
Megacara similis là một loài tò vò trong họ Ichneumonidae.